# Brandenburgischer Judo Verband
Der Brandenburger Judo-Verband e.V. (BJV) ist der Judo-Landesverband der Brandenburger Judo-Vereine und deren Judoka. Der Brandenburger Judo-Verband ist Mitglied im Deutschen Judobund (DJB).

## Gründung
Der Brandenburger Judoverband e.V. wurde am 3. Oktober 1990 durch Henry Hempel, Dieter Mucha, Frank Dörner, Jan Schröder und Margot Belger gegründet.

## Leistungs-/Sportförderung
Der BJV fördert und betreibt die Aus- und Weiterbildung im Judo Lehr- und Prüfungswesen sowie dem Kampfrichterwesen in Brandenburg im Brandenburg Olympiastützpunkt und in den angehörigen Mitgliedsvereinen. Ebenso stellt der BJV Trainer für die Eliteschule des Sports in Frankfurt (Oder), in der Judo im Schulunterricht eingebunden ist.

## Wettkampfsport
Der BJV richtet regelmäßig Einzel- und Mannschaftswettkämpfe aus. Sieger der Brandenburger Meisterschaften qualifizieren sich für die Teilnahme an den nationalen Wettkämpfen als Vertreter Brandenburgs, wie der Deutschen Meisterschaft des DJB.

## Judo-Bundesliga
Mit dem Spremberger Judo-Team (KSC Asahi Spremberg) und dem UJKC Potsdam vertreten den BJV zwei Bundesligamannschaften, die an der Judo-Bundesliga teilnehmen. 
Seit 1990 vertraten folgende Vereine den BJV in der Judobundesliga: 
1. Bundesliga: JC 90 Frankfurt (Oder), PSG Dynamo Brandenburg
2. Bundesliga: SV Motor Babelsberg, JV Ludwigsfelde, JC Eberswalde

## Brandenburg-Liga
Der BJV betreibt eine regionale Mannschaftsliga, die Landesliga. Diese Liga ist für alle Brandenburger Judoka offen. Die einzige Bedingung der Besitz der Wettkampflizenz des DJB.

## Geschäftsführender Vorstand
Der Vorstand des BJV besteht aus dem Präsidium, der als geschäftsführender Vorstand nach § 26 BGB fungiert und den weiteren Vorstandsmitgliedern.

### Präsidium
- Präsident: Gregor Weiß
- Vizepräsident Leistungssport: Hartmut Paulat
- Vizepräsident Breitensport/Sportverkehr: Dirk Krüger
- Vizepräsidentin Verbandsentwicklung und -organisation: Anja Sasse
- Schatzmeisterin: Katja Gluske

### Gesamtvorstand
- Sportreferent: Mirco Wockatz
- Lehrreferent: Jens Nagler
- Jugendreferent: Oliver Krüger
- Kampfrichterreferent: Maik Sinkwitz
- Prüfungsreferent: Daniel Klenner
- Breitensportreferent: Michael Zapf
- Pressereferentin: Birgit Arendt
- Präventionsbeauftragte: Andrea Harnoth

## Vorsitzende
- 1990 – 2002  Henry Hempel
- 2002 – 2008  Hubert Sturm
- 2008 – 2012  Jan Schröder
- 2012 – 2017  Volkmar Schöneburg
- 2017 – 2019  Daniel Keller[3]
- 2019 – 2021  Jan Schröder
- seit 2021  Gregor Weiß

## Mitgliedsvereine
* Kreisunion 1:
- PSG Dynamo Brandenburg-Mitte e.V. Abteilung Peter Kamraths Judo-Ligen
- Judoclub Bad Belzig 93 e.V.
- Budokan Brandenburg e.V.
- SG Einheit Wittstock e.V.
- SV Pritzwalk 1911 e.V.
- Rathenower JC 1961 e.V.
- JSG Dynamo Jüterbog
- SV Blau-Weiß Perleberg
- TSV Chemie Premnitz
- Treuenbrietzener JV e.V.
- SC Kempo Neuruppin e.V.
- FSV Viktoria Brandenburg 1990 e.V.

* Kreisunion 2:
- JC Samura Oranienburg
- TSG Angermünde
- Budowelt Fredersdorf-Vogelsdorf e.V.
- Bushido Wriezen e.V.
- SG Rot-Weiß Neuenhagen
- KSC Strausberg e.V.
- JC Eberswalde
- PSV Templin e.V.
- Prenzlauer JSV e.V.
- SV Do-Keiko Freienwalde e.V.
- TSV Blau-Weiß Schwedt e.V.
- Judo-Sportverein Bernau
- SC Dynamo Hoppegarten

* Kreisunion 3:
- RSV Eintracht 1949 e.V.
- Judoschule Falkensee
- PSV Zossen e.V.
- Bushido Luckenwalde
- UJKC Potsdam e.V.
- Hennigsdorfer JV e.V.
- SV Motor Babelsberg e.V.
- USV Potsdam
- JV Ludwigsfelde e.V.
- JV Königs Wusterhausen/Zernsdorf
- Uebigauer Sport-Bund
- Judoverein Ippon Kirchhain/Finsterwalde e.V.
- Budokan Herzberg/Elster e.V.
- JV Mahlow
- Judo-Elche Schönwalde-Glien 04 e.V.
- Judoteam Lok Zernsdorf 1967 e.V.
- Judo/Ju-Jutsu Asahi Sonnewalde
- Brieselanger Miniathleten e.V.
- Judo-Club Großbeeren e.V.
- SG Geltow

* Kreisunion 4:
- BSG Stahl Eisenhüttenstadt
- JC 90 Frankfurt (Oder)
- PSV Fürstenwalde
- SC Chemie Erkner e.V. - Abt. Budo
- 1. Spremberger Gesundheits-Sportverein e.V. Sakura
- PSV Cottbus e.V.
- PSV Senftenberg
- TSV Empor Dahme
- Polizeisportverein Frankfurt (Oder)
- Budosport Schwarzheide
- Budo-Dojo Fürstenwalde
- BV Lauchhammer
- HSV Cottbus
- JC Großräschen
- JC Kyoko Jänschwalde
- JC "Kuzushi" e.V. Lübben
- KSC Asahi Spremberg
- JV Neu Zittau
- SpVgg. Blau-Weiß 90 e.V. Vetschau
- TSG Lübbenau 63 e.V. - JC Nippon 75
- Sakura Senftenberg